# Menta boscana
La menta boscana (Mentha longifolia, del grec míntha -menta-, i del llatí longifolia -de fulles llargues-) és una planta autòctona d'Europa, Àsia central i occidental i els extrems sud i nord d'Àfrica (no la zona tropical). La seua forta aroma és causada per una essència constituïda fonamentalment per mentol.

## Morfologia
És una herba perenne, grisenca, erecta, de tiges piloses, de 30 cm a 1 m d'alçària, d'olor suau i molt agradable. Les fulles són sèssils, de 5 a 10 cm de llargada, lanceolades, agudes, amb el marge serrat, tomentoses i blanquinoses pel revers. Les flors són bilabiades, blanquinoses, reunides en inflorescències en forma d'espiga al capdamunt de les tiges. La floració s'esdevé entre juliol i novembre.
En aquest gènere són freqüents els híbrids, sovint conreats per extreure'n l'essència de menta d'ús en medicina i a la indústria alimentària. El més corrent és Mentha piperita, un híbrid entre la menta de bou (Mentha spicata) i la Menta d'aigua (Mentha aquatica).

## Localització
Als herbassars humits i a les jonqueres de la muntanya mitjana i de l'estatge subalpí. Penetra al País Valencià, on és prou rara. Manca a les Illes Balears.

## Recol·lecció
Les fulles i els brots tendres es cullen abans que la planta floreixi, cap al final de maig. Es conserven bé després d'haver-les assecat a l'ombra, en un lloc airejat.

## Ús gastronòmic
Té una gran varietat de possibilitats culinàries. Crua, afegint-la a les amanides fresques en petites quantitats, o bé com a condiment, tant en plats dolços com salats. També es posa als estofats de faves, de cargols de terra, de pèsols, de patates i a les salses que acompanyen rostits de porc o de xai.
Es pot prendre en forma d'infusions calentes o fredes. És un bon additiu per a les begudes estiuenques. Els àrabs l'afegeixen fresca a les infusions de te verd: en resulta un excel·lent calmant de la set.